# 假結婚
假結婚是指為了某種目的而與另一人举行婚禮或登记結婚，但實際上並非真正以配偶的身份生活的行為。目的例如藉此办理移民、到外地工作、遵從家人意願、享受政府給已婚人士的福利、權利等。

## 假結婚移民
西方国家对于新移民资格的评估都有一套综合评估标准，一般来说，学历越高，年纪越轻，在移民目的地国的亲戚越多，就越容易移民。比如，澳大利亚移民部规定独立技术移民的及格分数是120分（截至2008年初），同时，还规定若移民申请人在澳大利亚有近亲属，愿意赞助该申请人移民，则该申请人可以获得15分的加分；若移民申请人的配偶也满足独立技术移民的基本申请资格，则夫妻二人双双加5分；如果和澳大利亚公民结婚并稳定同居2年以上，则申请人可以申请成为澳大利亚公民。  
这样，有的申请人如果分数不够，则会选择能帮助自己实现移民的人士假结婚，获得身份以后再离婚。帮助申请人成功移民的假結婚对象一般会获得一定数目的报酬。

### 案例
2015年10月，報章報導揭發香港定慧寺住持釋智定於2006年8月17日與小她15年的香港人劉建強結婚，生於吉林省出生的她取得香港永久身分證，來港後改名為龍恩來，寶蓮寺文件證實釋智定於2002年才正式出家，成為定慧寺的住寺及監院。而其第一任「丈夫」劉建強早年已在內地出家。出家後釋智定再與一名內地和尚結婚，以協助他取得香港戶籍。
一梁姓男子一直没有获得北京落户资格。2019年5月，梁姓男子经人介绍认识了姜姓女子，姜姓女子承诺可以通过结婚的方式办理北京户口，双方签订《委托协议书》，约定落户费用为35万元，先期支付15万元，其余费用在户口迁入北京并且与对方离婚后付清。办理期限为三年半，如未能办成则全额退还所有款项。协议签订后，梁姓男子按约定向姜姓女子支付了15万元，姜女士为梁姓男子的妻子介绍了北京人王姓男子，安排他们签订《婚前财产协议》并办理了结婚登记。然而由于北京落户政策发生变化，梁姓男子的妻子最终未能在约定期限内将户口迁入北京。梁姓男子要求姜姓女子退还已支付的15万元并赔偿自己利息损失。最終北京朝阳法院作出一审判决，认定《委托协议书》无效，判决姜姓女子退还梁姓男子已支付的费用，驳回其他请求。

## 其他
在同性婚姻不合法的地區，有些同性戀情侶為了與情人享有合法夫妻的權益，就與另一對異性的同性戀情侶一起假結婚為兩對夫妻，然後與自己的伴侶享受政府給合法夫妻的權利。